# Bell hooks
Gloria Jean Watkins, bedre kendt som bell hooks (født 25. september 1952 i Hopkinsville i Kentucky, død 15. december 2021) var en amerikansk forfatter, filosof, feminist og politisk aktivist.
I 1990-erne blev hun en af den amerikanske feminismes forgrundsfigurer. I en af hendes mest kendte bøger, Ain’t I a Woman? skriver hun om racismens historiske konsekvenser for sorte kvinder, mediernes stereotyper om sorte kvinder, og om "white-supremacist-capitalist-patriarchy", det "hvide kapitalistiske-patriarkat". hooks definerer feminisme som "en bevægelse for at stoppe sexisme, udnyttelse af kvinder og undertrykkelse."
hooks skrev mere end 30 bøger.
Navnet bell hooks tog hun fra sin oldemor, og nægtede at stave det med store bogstaver, da hun ønskede at bringe opmærksomhed til værket, fremfor navnet.
Hun kritiserede den hegemoni, som hun mente findes inden for traditionel amerikansk feminisme, hvor angiveligt især hvide middelklassekvinder har formuleret problemer og løsninger. Selv forsøgte hooks at forene feminismen med et tydeligt klasseperspektiv.